# Автошлях Т 1622
Автошля́х Т 1622 — автомобільний шлях територіального значення в Одеській області. Проходить територією Кодимського та Подільського районів через Кодима — Слобідку — Подільськ. Загальна довжина — 49,2 км.

## Маршрут
Автошлях проходить через такі населені пункти:
| Автошлях Т 1622   |                 |
| Одеська область   |                 |
| Кодимський район  |                 |
| Кодима            | Т 1611          |
| Лисогірка         |                 |
| Олександрівка     |                 |
| Петрівка          |                 |
| Слобідка          | Р75             |
| Подільський район |                 |
| Затишшя           |                 |
| Мурована          |                 |
| Любомирка         |                 |
| Подільськ         | Р33Т 1612Т 1637 |